# Pacyficzek galapagoski
Pacyficzek galapagoski (Aegialomys galapagoensis) – gatunek ssaka z podrodziny bawełniaków (Sigmodontinae) w obrębie rodziny chomikowatych (Cricetidae), występujący endemicznie na wyspach Galapagos.

## Zasięg występowania
Pacyficzek galapagoski występuje obecnie wyłącznie na wyspie Santa Fe w archipelagu Galapagos należącym do Ekwadoru. Dawniej występował także na wyspie San Cristóbal, jednak wymarł wskutek konkurencji ze strony obcych gatunków, zawleczonych przez człowieka.

## Taksonomia
Gatunek po raz pierwszy zgodnie z zasadami nazewnictwa binominalnego opisał w 1839 roku brytyjski przyrodnik George Robert Waterhouse nadając mu nazwę Mus Galapagoensis. Holotyp pochodził z wyspy San Cristóbal, na Galapagos, w Ekwadorze. 
Te wymarłe ssaki są obecnie zaliczane do podgatunku nominatywnego Aegialomys galapagoensis galapagoensis. Zwierzęta z wyspy Santa Fe, opisane w 1892 roku przez J.A. Allena jako Oryzomys bauri, zostały w pracach z 1961 i 1983 roku uznane za przedstawicieli innego podgatunku (A. g. bauri) tego samego gatunku; obecnie jest traktowany jako synonim A. galapagoensis. W 2006 roku z rodzaju Oryzomys wydzielono monotypowy rodzaj Aegialomys, obejmujący ten gatunek i kontynentalny A. xanthaeolus. Autorzy Illustrated Checklist of the Mammals of the World uznają ten takson za gatunek monotypowy.

### Etymologia
- Aegialomys: gr. αιγιαλος aigialos „plaża, wybrzeże”; μυς mus, μυος muos „mysz”[8].
- galapagoensis: wyspy Galapagos (hiszp. galopegos „żółwie”)[9].

## Morfologia
Długość ciała (bez ogona) 106–152 mm, długość ogona 120–173 mm, długość ucha 28–34 mm, długość tylnej stopy 14–23 mm; masa ciała 62–103 g. 

## Biologia
Pacyficzek galapagoski prowadzi samotny, naziemny tryb życia. Niewiele wiadomo o jego zwyczajach i ekologii.

## Populacja
Gatunek ma ograniczony zasięg występowania, nie wiadomo jaki jest trend zmian jego liczebności. Największym zagrożeniem dla niego jest sprowadzenie na Santa Fe obcych gatunków, takich jak szczur śniady i mysz domowa. Jest obecnie uznawany za gatunek narażony na wyginięcie.